# 古壮字

子鴨を意味する古壮字（上）と現代チワン語（下）

古壮字（こそうじ、英語：Zhuang logogram）は、チワン語（壮語）固有の文字体系。
現在の中国南部の広西チワン族自治区に住むチワン族（壮族）の祭祀者がチワン語の記録のために、漢字をそのまま利用したり、漢字の構成方法を使って作り出した。
形が漢字と同じく四角い枠に入るので方塊壮字（ほうかいそうじ）とも呼ばれる。チワン語では未成熟な文字という意味でサーウディプ（sawndip [θaːu˨˦ɗip]、古壮字：）と呼ばれている。

## 歴史
最初に作られた時代ははっきりしないが、隋代（7世紀）頃ではないかと考えられる。もっと早い漢代からあったと考える学者もいるが、現存する最古の記録は唐永昌元年（689年）の『六合堅固大宅頌』で、少なくとも1330年以上の歴史がある。長年受け継がれてきた経文、詩歌、地方歌劇の脚本などの記録を元に1989年に編纂された『古壮字字典』には約4900の親字と、約1万の異体字が収録されている。

## 使用状況
現在のチワン語は、公式にはラテン文字による表記となったため、古壮字が公式に使用されることはない。
1996年の報告では、ラテン文字による表記法があるにもかかわらず、依然として古壮字が使われている。例えば、徳保県の壮劇団は現在も古壮字で新しい脚本を書いており、靖西県では人形劇の脚本や民謡を記録した出版物に古壮字が使われているという。
千数百年の間、使い続けられた文字であるにもかかわらず、民間への普及には限りがある。
理由として、個人が表記を発案して使用してきたため、地区毎の字体差が大きいこと、漢字を熟知していないと書けない文字であるため、教育を受けた者しか使えない上、正しく漢字を書ける人は、公には漢字で記録を残すこと、未だかつて統治者が正式な文字として採用したり、統一して普及を図ろうとしたことがないこと、などが考えられる。
Unicodeでは、CJK統合漢字拡張Fの追加までは古壮字の大部分は未収録だったが、CJK統合漢字拡張Fとして追加された漢字の中に多くの古壮字が含まれている。ただしUnicodeに未登録の古壮字も多く残されている。

## 漢字への借用
地名などに使われる一部の古壮字は、中国語の漢字に借用され、公文書でも使われる。Unicodeにも漢字（CJK Ideograph）として収録されている。ただし、2013年に中国語の正書法として採用された『通用規範漢字表』には収録されていない。
例:「岜」（bya、山の意）や「崬」（ndoeng、森の意）。

## 構成
漢字の六書と類似の構成方法が古壮字にも見られる。

### 象形
象形の例を示す。
- … 「杖」を意味するdwngxは「h」を左右逆向きにしたような文字で漢字にはない象形字である[7]。
- … 「蝶」を意味するmbajには「9e」のような象形字が異体字としてある[8]。

### 指事
指事の例を示す。
- … 「～を背負う」を意味するaemqは人の姿を表す「3」のような象形部品の後ろに点を打って書く[9]。

### 会意
会意の例を示す。
- … 「泉」を意味するmboqは「呇」と書いて表す[10]。

### 形声
形声の例を示す。この構成の字が最も多い。
- … 「山」を意味するbyaは「岜」と山の下に音を表す「巴」を書いて表す[6]。
- … 「人」を意味するvunzは「伝」と「亻」偏に音を表す「云」を書いて表す[11]。

### 仮借
仮借の例を示す。漢字の音のみを見て当てはめたもの。
- … 「有」を意味するmizは、同音の漢字「眉」を用いて表す[12]。

### 訓読
訓読の例を示す。漢字の意味だけを借り、別の読みをする字。形声字が作られる例が多いので、訓読の例は少ない。
- … 「器」を意味するaenは漢字「器」の異体字を用いて表す[9]。

### 借用
借用の例を示す。漢字の意味と音をそのまま借りたもの。
- … 「杯」を意味するboiは「盃」と書く[13]。

## 地域差

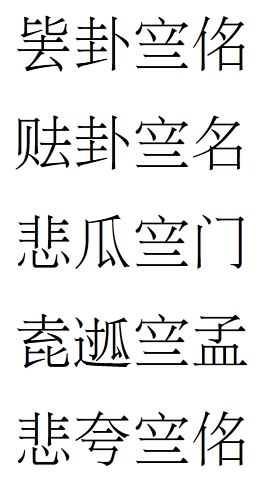
同じ4語（bae gvaq ranz mwngz、「行く」「小路」「家」「あなた」）を表す古壮字

チワン語は、言語自体の方言差も大きく、地域ごとに語彙が異なることも少なくないが、同じ語彙を用いる語でも、表記が地域ごとに異なることも多い。
例えば、「泉」を意味するmboqは、平果県・上林県などでは「呇」と書き、竜州県や靖西県では「咘」と書き、寧明県や武鳴県では「㳍」（さんずい（氵）に布）と書く。

## チュノムとの関係
ベトナムで使われたチュノムとはほとんど共通性がないが、字形、字義が同じで、字音も対応している字の例が存在する。例えば、「物」を意味する方言guhは、「𧵑(貝へんに古)」と書くが、チュノムも「của」の表記にこの字を使っている。また、部品の使い方でも類似する例があるが、いずれもほとんどが南部方言に使われた古壮字に見られる特徴で、地理的関係から接触し、借用したものと考えられる。